# Марка Західної добровольчої армії
Марка Західної добровольчої армії (рос. Марка Западной добровольческой армии), або Марка генерала Бермондт-Авалова — тимчасові розмінні знаки добровольчої армії генерала Бермондт-Авалова, що знаходилися обігу з 24 жовтня 1919 року в місті Митава, Латвія. Виготовлялися банкноти номіналами в 1, 5, 10, 50 марок.

## Історія
24 жовтня 1919 року в латвійському місті Митава згідно з наказом Головнокомандувача Західної Добровольчої армії Павла Рафаїловича Бельмонд(т)а-Авалова — в обіг вводяться банкноти номіналами в 1, 5, 10 і 50 марок на загальну суму 10.000.000 марок. Перший випуск купюр почав друкуватися у квітні 1919 року в Берліні (Типографія «Goca», пізніше типографія «Jelgavā»). Купюри видавались на руки позиковою касою міста Ковно. Згідно з наказом марка Західної добровольчої армії перебувала в обігу паралельно з німецькою ост-маркою. В наказі також наголошувалися умови обміну розмінних знаків Західної кредитної контори на ост-марки. Так право на обмін дозволялося наступній категорії осіб:
- — Всім, що перебуває на службі в Західній армії та ті, що перебувають у відпустці на батьківщині;
- — Тим особам, які надсилають гроші своїм сім'ям за посередництвом Західної кредитної контори;
- — Особам, які мають дозвіл на виїзд за кордон;
- — Торговцям, які купують за кордоном товари[2].

Отже, грошові знаки Бермондт-Авалова були призначені в основному не для обігу серед російської армії, а для німецьких військовослужбовців і осіб, що постачали до міста товари. Також наголошувалося на те, що грошові знаки забезпечені всім майном Західної армії та всім казенним майном, що перебуває на зайнятій території армією. Був також наведено курс обміну, за яким 2 марки Західної армії прирівнювалися до однієї ост-марки, чи до 1 ост-рубля та були відповідними до 2 царських рублів.
Для того, щоб населення окупованих територій приймали гроші Західної армії, було обіцяно позачергово відпускати дрова та лісові матеріали тим місцевим жителям, які розраховуватимуться саме банкнотами Західної армії. Але в цілому командування розуміло, що такі привілеї не особливо приваблять місцеве населення, до того ж із офіційно-встановленим курсом. Тому відповідно до наказу Бермондт-Авалова в оголошенні були зазначені наступні міри покарання за порушення правил обігу грошових знаків:
- — Особи, що відмовилися приймати грошові знаки Західної добровольчої армії (або приймають їх по нижчому курсу) — каратимуться грошовим штрафом до 1000 царських рублів, або терміном ув'язнення до 6 місяців, або будуть покарані обома способами водночас;
- — Особи, яких спіймали на злісному агітуванні проти знаків Західної Добровольчої армії, будуть покарані військовим судом[2].

Зі змісту наказу та оголошення помітно, що передбачався одночасний випуск усіх купюр серії. Разом з тим ці купюри за фінансово-емісійними й художньо-орнаментальними параметрами чітко поділяються на 2 групи: перша група — грошові знаки номіналом в 1, 5 і 10 марок, друга група — грошовий знак вищого номіналу в 50 марок..

## Банкноти
Див. також Мітавська марка
та Мітавський рубль
Гроші Західної армії, хоча і були віддруковані на білому папері без водяних знаків, але всі вони мають чудове орнаментально-художнє оформлення. На всіх банкнотах проставлені серія та номер, а на деяких екземплярах виконано рельєфне тиснення — конгрев.
На оформлення випущених грошових знаків сильно вплинув військово-політичні час, що склався у Латвії в період утворення Західної армії та Західно-російського уряду та більшовицького тиску з боку нового уряду Росії. На малюнках грошових знаків поєднані монархічна та релігійна символіки царської Росії з почесним військовим орденом Німеччини — «Залізним хрестом». На всіх грошових знаках зображений герб царської Росії — двоголовий орел з усіма дореволюційними регаліями. Надписи на грошових знаках надруковані на аверсі російською та реверсі німецькою мовами майже ідентичні за змістом.
| Номінал  | Рік        | Зображення | Розмір | Матеріал                 | Підписи | Серії                                    |
| -------- | ---------- | ---------- | ------ | ------------------------ | --- | ---------------------------------------- |
| 1 марка  | 10.10.1919 |            | 100х70 | Папір, бавовняне волокно | Командувач Західною Добровольчої Армією: Полковник Павло Рафаїлович Бермондт-Авалов; Начальник Відділу Державного Господарства при Армії: Борис Олександрович Енгельгардт | Б, В, Г, Д, З, Л, П, С, Ф, Х, Ц; Y, Z, U |
| 5 марок  | 10.10.1919 |            | 120х85 | Папір, бавовняне волокно | Командувач Західною Добровольчої Армією: Полковник Павло Рафаїлович Бермондт-Авалов; Начальник Відділу Державного Господарства при Армії: Борис Олександрович Енгельгардт | Б, В, Г, Д, З, Л, П, С, Ф, Х, Ц; Y, Z, U |
| 10 марок | 10.10.1919 |            |        | Папір, бавовняне волокно | Командувач Західною Добровольчої Армією: Полковник Павло Рафаїлович Бермондт-Авалов; Начальник Відділу Державного Господарства при Армії: Борис Олександрович Енгельгардт | Б, В, Г, Д, З, Л, П, С, Ф, Х, Ц; Y, Z, U |
| 50 марок | 10.10.1919 |            | 145х92 | Папір, бавовняне волокно | Командувач Західною Добровольчої Армією: Полковник Павло Рафаїлович Бермондт-Авалов; Начальник Відділу Державного Господарства при Армії: Борис Олександрович Енгельгардт | Б, В, Г, Д, З, Л, П, С, Ф, Х, Ц; Y, Z, U |